# ديفيد كاتس
ديفيد كاتس (بالألمانية: David Katz)‏ هو عالم نفس ألماني، ولد في 1 أكتوبر 1884 في كاسل في ألمانيا، وتوفي في 2 فبراير 1953 في ستوكهولم في السويد.